# Mieszadło magnetyczne

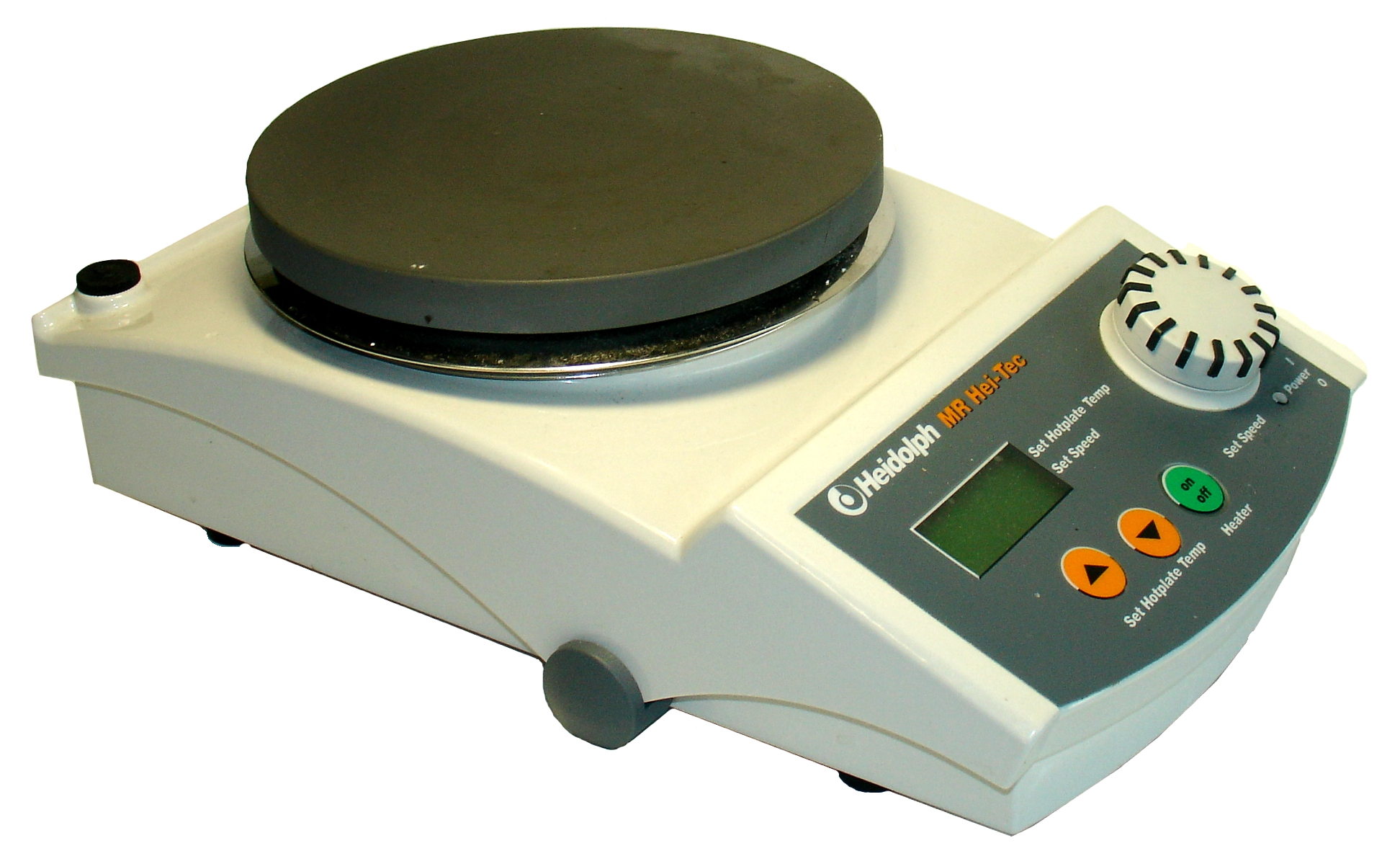
Bezsilnikowe mieszadło magnetyczne z płytą grzejną

Mieszadło magnetyczne – sprzęt laboratoryjny do bezkontaktowego mieszania cieczy w naczyniach laboratoryjnych (kolbach, zlewkach, a nawet próbówkach).

## Sposób działania

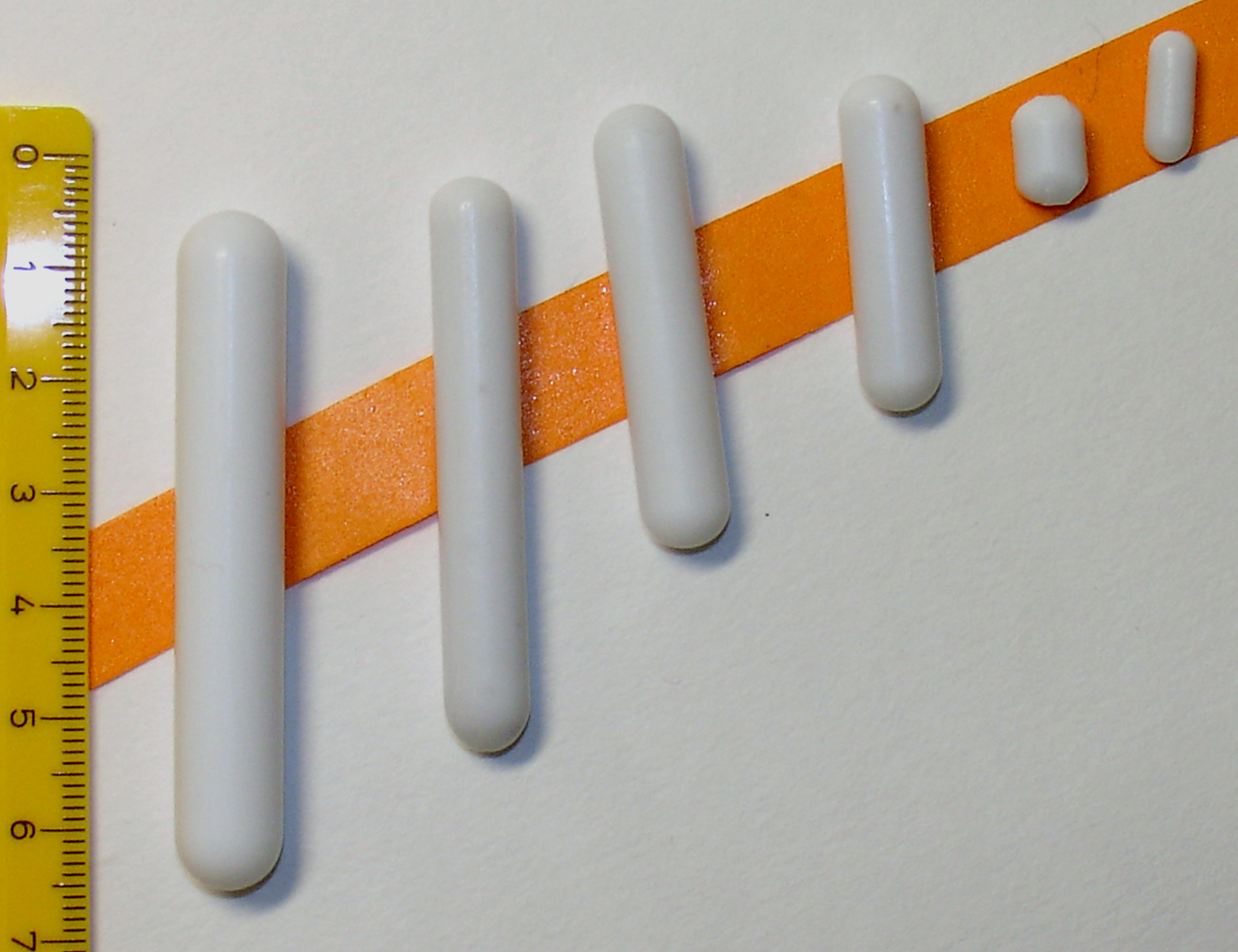
Proste mieszadełka magnetyczne

Do kolby wrzuca się element mieszający (dipol magnetyczny, potocznie zwany "tictac"), które zwykle jest żelaznym lub stalowym pręcikiem zatopionym w polietylenie lub w teflonie. Pod kolbę podkłada się mieszadło, którego najistotniejszym elementem jest generator zmiennego, rotującego pola magnetycznego. Mieszadełko reaguje na zmiany orientacji tego pola, podążając za nim, czego efektem jest jego rotacja i mieszanie cieczy zawartej w naczyniu.

## Rodzaje mieszadeł
Istnieją dwie podstawowe konstrukcje elementów generujących rotujące pole magnetyczne w tego rodzaju mieszadłach:
- układ statycznych elektromagnesów, które są naprzemiennie włączane i wyłączane, co wywołuje rotację pola podobnie jak to jest w silnikach elektrycznych
- komplet magnesów trwałych, umieszczonych na płaskiej tarczy, która jest obracana przez niezależny silnik elektryczny

Mieszadła z układem statycznych elektromagnesów są trwalsze i prostsze w konstrukcji, ale nadają się tylko do napędzania niewielkich mieszadełek i występują w nich kłopoty z regulacją obrotów, zwłaszcza w niższych zakresach szybkości. Nie można ich też zintegrować ze stolikami grzewczymi, gdyż prąd płynący w elementach grzejnych zakłócałby słabe pole generowane przez tego rodzaju mieszadła. Obecnie mieszadła tego rodzaju są w zaniku. W miarę popularne są jeszcze mikromieszadła, które są zdolne napędzać tylko bardzo małe mieszadełka, ale same też mają bardzo małe wymiary, dzięki czemu są poręczne.
Mieszadła z trwałymi magnesami są w stanie generować znacznie silniejsze pole magnetyczne bez zużywania dużej ilości prądu elektrycznego, a dzięki temu, że rotacja magnesów jest wywoływana przez silnik elektryczny, możliwa jest pełna regulacja jego obrotów. Ponad tarczą z magnesami można też umieścić elektryczną płytę grzejną, podobną w konstrukcji do płyt zwykłych kuchenek elektrycznych, co daje w rezultacie uniwersalne urządzenie, zdolne do jednoczesnego grzania i mieszania zawartości naczyń.
Najbardziej nowoczesne mieszadła tego rodzaju są też często zaopatrywane w precyzyjny zintegrowany termostat elektroniczny, który umożliwia pełną kontrolę temperatury w łaźniach grzejnych, które stawia się bezpośrednio na płycie grzejnej mieszadła.

## Kształty i rozmiary mieszadełek
Na efektywność mieszania ma wpływ, oprócz precyzyjnej kontroli szybkości obrotów i intensywności generowanego pola magnetycznego, odpowiedni dobór kształtu i rozmiaru mieszadełek do kształtu i objętości naczyń.
Zbyt duże mieszadełko miesza zawartość naczynia zbyt gwałtownie lub zaczepia się o jego ścianki, przez co kręci się bardzo nierównomiernie, robiąc przy tym dużo hałasu. Zbyt małe mieszadełko tworzy natomiast lej w samym środku naczynia, przez co zawartość przy ściankach naczynia nie jest w ogóle mieszana.
Najczęściej spotykanym kształtem mieszadełek jest prosty, krótki pręt z półokrągłymi zakończeniami. Tego rodzaju mieszadełka sprawdzają się najlepiej w naczyniach płaskodennych. Czasami w środku długości tego rodzaju mieszadełek dodaje się mały karbik, zmniejszający powierzchnię kontaktu mieszadełka z płaskim dnem naczynia, co redukuje opory tarcia.
Do kolb okrągłodennych stosuje się częściej mieszadełka w kształcie piłki do rugby, gdyż taki kształt lepiej pasuje do dna takich kolb. Oprócz tych dwóch podstawowych kształtów produkowane są także mieszadełka w różnych innych specjalnie projektowanych kształtach (łopatki, propellery, koniczynki, itp.), które w teorii mają poprawiać skuteczność mieszania, zwykle jednak ich wysoka cena, wynikająca ze skomplikowania ich produkcji, nie jest warta efektu jaki dają.
Do bardzo lepkich płynów (na przykład stężonych roztworów polimerów) stosuje się czasami tak zwane pełzające mieszadełka, które nie wykonują prostej rotacji, lecz ich konstrukcja wymusza ruch pełzający, który skuteczniej miesza lepkie płyny. Ruch ten jest wymuszany poprzez kształty utrudniające prostą rotację oraz poprzez celowe przesunięcie środka ciężkości tych dipoli względem ich środka geometrycznego.